# Ao Man Long
Ao Man Long (em chinês:  歐文龍, Macau, 10 de dezembro de 1956) é um engenheiro civil e ex-funcionário público de Macau. Foi o primeiro secretário para os Transportes e Obras Públicas da Região Administrativa Especial de Macau da República Popular da China, tendo exercido o cargo entre 20 de dezembro de 1999 a 6 de dezembro de 2006.
A 8 de dezembro de 2006, Ao foi detido com base num caso investigado pelo Comissariado Contra a Corrupção, tornando-se o funcionário de patente mais elevada a ser preso em Macau. Ao tinha dado preferência em projetos governamentais, e acumulou um total de oitocentos e quatro milhões de patacas. A 30 de janeiro de 2008, Ao foi declarado culpado por quarenta acusações de suborno, entre outras, e foi condenado a vinte e sete anos de prisão. Ao havia sido ajudado e auxiliado por quatro membros da sua família, que também foram presos e condenados a dez e dezoito anos por crimes de branqueamento de capitais. A 31 de maio de 2012, Ao foi declarado culpado por aceitar subornos de mais de 31,9 milhões de patacas, tendo sido sentenciado a vinte e nove anos de prisão. Os empresários Joseph Lau e Steven Lo foram arguidos de oferecer dezenas de milhões como pagamento de subornos a Ao.

## Biografia
Ao formou-se no Colégio Yuet Wah, em Macau, licenciou-se em engenharia civil na Universidade Nacional de Taiwan em 1982, e obteve o seu Mestrado em Administração de Empresas na Universidade de Macau. Iniciou a sua carreira governamental em 1987. Foi nomeado secretário para os Transportes e Obras Públicas de Macau, após a transferência da soberania de Macau da República Portuguesa para a República Popular da China, que ocorreu a 20 de dezembro de 1999.
A 6 de dezembro de 2006, Ao foi preso por aceitar subornos e ter se envolvido em atividades financeiras irregulares. O Comissariado Contra a Corrupção de Macau (CCC) alegou que entre os anos de 2002 e 2006, Ao havia recebido cento e oitenta e sete milhões de patacas em subornos de três empresas imobiliárias e de construção, sendo duas de Macau e uma da China continental, onde Ao havia dado preferência para vinte projetos governamentais. Ao possuía ativos não proporcionais aos seus ganhos: Entre 2000 e 2006, ele e a sua esposa haviam recebido catorze milhões de patacas, tendo acumulado ativos num valor total de oitocentos e quatro milhões de patacas, equivalente a cinquenta e sete vezes os seus salários. Ao foi indiciado em setenta e seis acusações por corrupção, suborno, branqueamento de capitais e abuso de poder.
De acordo com o artigo 50 da Lei Básica da Região Administrativa Especial de Macau, é necessária a aprovação do Governo Popular Central para a retirada de qualquer ministro. Ao citar "evidência irrefutável" por atitudes impróprias, o Chefe do Executivo de Macau, Edmund Ho Hau-wah, solicitou em Pequim que Ao fosse destituído do cargo.